# Макс Мідінгер
Макс Мідінгер (нім. Max Miedinger) (нар. 24 грудня 1910 в Цюриху — пом. 8 березня 1980, там само) — швейцарський графік і дизайнер-шрифтовик, який найбільше відомий тим, що створив шрифт Helvetica.

## Біографія
3 1926 по 1930 рік Мідінгер навчався на набірника в цюрихській друкарні Bollmann, потім вступив до школи мистецького ремесла. З 1936 по 1946 рік він працював графіком в мережі універмагів Globus. Після цього він почав працювати в Гаасовій словолитні у Мюнхенштайні біля Базеля, де він працював консультантом і продавцем аж до 1956 року.
З 1956 року Мідінгер працював вільним графіком, цього ж року він отримав замовлення від директора Гаасової словолитні на створення нового гротескного шрифту. 1957 року Мідінгер створив новий гротескний шрифт Neue Haas Grotesk у напівжирному накресленні, 1958 року — у звичайному, 1959 року — у жирному накресленні. Шрифт дуже швидко став успішним і почав з 1960 року почав продаватися міжнародно під назвою Helvetica. Helvetica стала основою для багатьох шрифтів-послідовників свого типу. На сьогодні цей шрифт є одним з найвідоміших і найвикористовуваніших у типографії.

## Найвідоміші шрифти Мідінгера
- Pro Arte (1954)
- Helvetica (1956—1960)
- Horizontal (1965)